# Tre volte te
Tre volte te è il terzo romanzo rosa di Federico Moccia, pubblicato il 18 aprile 2017 dalla casa editrice Nord. 
È il terzo ed ultimo romanzo dopo Tre metri sopra il cielo e Ho voglia di te.

## Trama
Sono passati alcuni anni da quando Gin e Step sono tornati insieme e Step è diventato un importante produttore cinematografico. 
Un giorno la segretaria di Step gli consegna un invito da parte di un mittente anonimo, che poi si scoprirà essere Babi, per una mostra a Villa Medici e, proprio lì, Step rincontrerà il suo primo amore. Babi, ormai sposata da tempo, si presenta con un bambino e, attraverso un regalo, fa intuire a Step che quel bambino, Massimo, è suo figlio.  
Una sera, Step, attraverso una particolare proposta, chiede a Gin di sposarlo anche se, da subito, non sembra molto convinto; molto spesso pensa ancora a Babi. Alcuni giorni dopo, scopre che Gin aspetta una bambina da lui, che decidono di chiamare Aurora. 
Nel frattempo, Babi invia all'ufficio di Step un album di fotografie di loro figlio e una lettera in cui dice che vuole riconquistarlo, che per tutti questi anni non l'ha cercato perché era troppo impegnata a vivere una vita che non le apparteneva e termina la lettera con la proposta di rivedersi. 
Successivamente Step riceve da Pallina una vecchia lettera che Pollo aveva scritto per lui, in cui rivelava di aver scoperto di avere una grave malattia che l'avrebbe costretto di stare su una sedia a rotelle. Spaventato da questo tragico destino, Pollo annuncia che prima di partecipare alla gara di moto a lui fatale, avrebbe ingerito delle droghe che gli avrebbero provocato allucinazioni. 
A due giorni dal matrimonio Step è molto confuso sul da farsi: sa che ha di fronte la donna perfetta, ma pensa ancora all'amore vissuto con Babi. La stessa sera, dopo la festa di addio al celibato, incontra Babi con cui trascorre una lunga notte di passione al termine della quale lei invita Step a ripensarci sul matrimonio e a prendere in considerazione l'idea di vivere insieme. Nonostante la grande tentazione di lasciare tutto e scappare con Babi, Step decide comunque di sposare Gin. Poco dopo il matrimonio Step riprende la relazione con Babi, insieme prendono in affitto un attico. La gravidanza di Gin trascorre regolarmente, fino a quando scopre di avere un gravissimo tumore. La ragazza si trova a un bivio: perdere il bambino e curarsi o portare a termine la gravidanza e curarsi dopo la nascita della bimba, correndo il rischio di morire.  Gin, senza rivelare a nessuno le sue condizioni di salute, decide di portare avanti la gravidanza. 
Arriva il momento del parto e  non appena Step prende tra le braccia Aurora, si rende conto che la sua relazione con Babi è sbagliata, nonostante la ami molto. Babi, che aveva già capito come sarebbero finite le cose, abbandona l'attico. Step ha in seguito un piccolo incidente e Gin, andando da lui in ospedale, dimentica le chiavi, così passa per il suo ufficio dove trova un altro mazzo di chiavi e un contratto di affitto per un attico a Borgo Pio; incuriosita si reca a vederlo. Lì trova le foto di Babi con Step, sia di quando erano ragazzi sia recenti e di un bambino, che capisce essere il figlio della coppia. Decide di parlare con Step che si giustifica e le promette che da quel momento avrebbe pensato solo a loro tre e che li aspettava una lunga vita. Gin gli rivela della malattia e del poco tempo che le resta da vivere.
Dopo la sua morte, Babi e Step vanno a vivere insieme, con Massimo e Aurora.

## Edizioni
- Federico Moccia, Tre volte te, collana I grandi Babi e Step forever, Nord, 2017,  p. 718.